# Mistrzostwa Ameryki U-18 w Piłce Ręcznej Kobiet 2016
Mistrzostwa Ameryki U-18 w Piłce Ręcznej Kobiet 2016 – jedenaste mistrzostwa Ameryki U-18 w piłce ręcznej kobiet, oficjalny międzynarodowy turniej piłki ręcznej o randze mistrzostw kontynentu organizowany przez PATHF mający na celu wyłonienie najlepszej złożonej z zawodniczek do lat osiemnastu żeńskiej reprezentacji narodowej w Ameryce. Odbył się w dniach 12–16 kwietnia 2016 roku w Santiago. Tytułu zdobytego w 2014 roku broniła reprezentacja Brazylii.
Prawa do organizacji mistrzostw Santiago otrzymało w styczniu 2016 roku. Poprzedzone kwalifikacjami zawody zostały rozegrane systemem kołowym w sześciozespołowej obsadzie, będąc jednocześnie eliminacjami do MŚ 2016 z awansem dla czołowej trójki. We wszystkich swoich meczach triumfowały gospodynie zdobywając tym samym jedenasty tytuł mistrzowski.

## Mecze
| 12 kwietnia 201615:30 | Paragwaj U-18 | 42:16(22:7) | Kanada U-18 | Centro de Entrenamiento Olimpico, Santiago |
| 12 kwietnia 201615:30 |               | 42:16(22:7) |             | Centro de Entrenamiento Olimpico, Santiago |

| 12 kwietnia 201617:30 | Brazylia U-18 | 31:12(16:7) | Urugwaj U-18 | Centro de Entrenamiento Olimpico, Santiago |
| 12 kwietnia 201617:30 |               | 31:12(16:7) |              | Centro de Entrenamiento Olimpico, Santiago |

| 12 kwietnia 201620:00 | Argentyna U-18 | 25:20(12:10) | Chile U-18 | Centro de Entrenamiento Olimpico, Santiago |
| 12 kwietnia 201620:00 |                | 25:20(12:10) |            | Centro de Entrenamiento Olimpico, Santiago |

| 13 kwietnia 201616:00 | Paragwaj U-18 | 32:20(19:9) | Urugwaj U-18 | Centro de Entrenamiento Olimpico, Santiago |
| 13 kwietnia 201616:00 |               | 32:20(19:9) |              | Centro de Entrenamiento Olimpico, Santiago |

| 13 kwietnia 201618:00 | Argentyna U-18 | 47:13(22:5) | Kanada U-18 | Centro de Entrenamiento Olimpico, Santiago |
| 13 kwietnia 201618:00 |                | 47:13(22:5) |             | Centro de Entrenamiento Olimpico, Santiago |

| 13 kwietnia 201620:00 | Brazylia U-18 | 32:19(15:10) | Chile U-18 | Centro de Entrenamiento Olimpico, Santiago |
| 13 kwietnia 201620:00 |               | 32:19(15:10) |            | Centro de Entrenamiento Olimpico, Santiago |

| 14 kwietnia 201616:00 | Brazylia U-18 | 30:6(16:3) | Kanada U-18 | Centro de Entrenamiento Olimpico, Santiago |
| 14 kwietnia 201616:00 |               | 30:6(16:3) |             | Centro de Entrenamiento Olimpico, Santiago |

| 14 kwietnia 201618:00 | Paragwaj U-18 | 30:25(14:9) | Argentyna U-18 | Centro de Entrenamiento Olimpico, Santiago |
| 14 kwietnia 201618:00 |               | 30:25(14:9) |                | Centro de Entrenamiento Olimpico, Santiago |

| 14 kwietnia 201620:00 | Chile U-18 | 26:26(16:15) | Urugwaj U-18 | Centro de Entrenamiento Olimpico, Santiago |
| 14 kwietnia 201620:00 |            | 26:26(16:15) |              | Centro de Entrenamiento Olimpico, Santiago |

| 15 kwietnia 201616:00 | Urugwaj U-18 | 34:11(20:2) | Kanada U-18 | Centro de Entrenamiento Olimpico, Santiago |
| 15 kwietnia 201616:00 |              | 34:11(20:2) |             | Centro de Entrenamiento Olimpico, Santiago |

| 15 kwietnia 201618:00 | Brazylia U-18 | 32:15(22:7) | Argentyna U-18 | Centro de Entrenamiento Olimpico, Santiago |
| 15 kwietnia 201618:00 |               | 32:15(22:7) |                | Centro de Entrenamiento Olimpico, Santiago |

| 15 kwietnia 201620:00 | Chile U-18 | 31:24(14:15) | Paragwaj U-18 | Centro de Entrenamiento Olimpico, Santiago |
| 15 kwietnia 201620:00 |            | 31:24(14:15) |               | Centro de Entrenamiento Olimpico, Santiago |

| 16 kwietnia 201616:00 | Argentyna U-18 | 37:23(14:10) | Urugwaj U-18 | Centro de Entrenamiento Olimpico, Santiago |
| 16 kwietnia 201616:00 |                | 37:23(14:10) |              | Centro de Entrenamiento Olimpico, Santiago |

| 16 kwietnia 201618:00 | Chile U-18 | 37:13(18:7) | Kanada U-18 | Centro de Entrenamiento Olimpico, Santiago |
| 16 kwietnia 201618:00 |            | 37:13(18:7) |             | Centro de Entrenamiento Olimpico, Santiago |

| 16 kwietnia 201620:00 | Brazylia U-18 | 32:15(19:8) | Paragwaj U-18 | Centro de Entrenamiento Olimpico, Santiago |
| 16 kwietnia 201620:00 |               | 32:15(19:8) |               | Centro de Entrenamiento Olimpico, Santiago |

## Nagrody indywidualne
Nagrody indywidualne otrzymały:
| Najlepsza bramkarka | Najlepsza lewoskrzydłowa | Najlepsza lewa rozgrywająca | Najlepsza środkowa rozgrywająca | Najlepsza prawa rozgrywająca | Najlepsza prawoskrzydłowa | Najlepsza obrotowa |
| ------------------- | ------------------------ | --------------------------- | ------------------------------- | ---------------------------- | ------------------------- | ------------------ |
| Renata Arruda       | Paula Fernández          | Gilvana Nogueira            | Rocío Gómez Celedón             | Gabriela Bitolo              | Ayelén García             | Catalina Moreno    |